# Кювьеров пастушок
Кювьеров пастушок (лат. Dryolimnas cuvieri) — вид птиц семейства пастушковых. Широко распространены на островах в юго-западной части Индийского океана. Видовое название дано в честь французского натуралиста Фредерика Кювье (1773—1838).

## Описание, распространение
Птица с длиной тела 30—33 см, массой 145—218 г у самцов и 138—223 г у самок. Это стройный пастушок с длинными ногами и пальцами. Оперение коричневой окраски, только горло белое. Клюв прямой, тёмный. У самцов основание клюва тёмно-красное, у самок — розовое.
Живёт в различных водно-болотных угодьях, зарослях кустарников, субтропических и тропических влажных лесах. Питается моллюсками, ракообразными, другими мелкими животными и насекомыми. Держится в одиночку, в сезон размножения — парами. Гнездится во время сезона дождей. Гнездо строит на земле среди травы.
Вид распространён на Мадагаскаре и Сейшельских островах. На атолле Альдабра обитает подвид D. c. aldabranus). Последний живущий представитель нелетающих птиц рода Dryolimnas. Подвид D. c. abbotti, обитавший на острове Ассампшен, вымер в начале XX века из-за интродуцированных хищников. Вид также исчез с острова Маврикий. Интродуцирован на остров Пикар.

## История
Последний выживший подвид из нелетающих птиц семейства пастушковых, D. c. aldabranus, вымер на атолле Альдабра, но, по образному выражению учёных[кого?], «воскрес из мёртвых» благодаря редкому процессу под названием «итеративная эволюция» — частному случаю параллельной эволюции, который заключается в развитии одного и того же вида из одинакового предка, но в разное время. Процесс «повторного видообразования» Кокена, или итеративная эволюция (Берг, 1977; Балушкин, 2002), был исследован учёными-ихтиологами, но никогда прежде не встречался среди птиц.
Учёные из Портсмутского университета и Музея естественной истории (англ. Natural History Museum) Великобритании выяснили, что в двух случаях, разделённых десятками тысяч лет, этот вид смог успешно колонизировать изолированный атолл Альдабра, и в обоих случаях стал нелетающим видом. Последняя сохранившаяся колония нелетающих птиц вида Dryolimnas cuvieri до сих пор обитает на острове.
Птица размером с курицу, обитающая сегодня на островах атолла Альдабра в юго-западной части Индийского океана, относится к виду, представители которого на протяжении веков постоянно осваивали изолированные острова. Данный вид часто переживал демографические взрывы, так как пищи было много, а хищники отсутствовали, поэтому птицы большими стаями мигрировали с Мадагаскара. Распространению плохо летающих птиц на север или юг препятствовал океан. Мигрировавшие на запад оказались в Африке, где их съели хищники. Направление на восток оказалось наиболее удачным, так птицы осели на многочисленных океанских островах, таких как Маврикий, Реюньон и Альдабра. Последний остров представляет собой кольцевой коралловый атолл, образовавшийся около 400 000 лет назад.
Поскольку на атолле было много пищи и не было хищников, в процессе эволюции D. c. aldabranus потеряли способность летать. Когда Альдабра исчез под водой во время крупного поднятия уровня океана около 136 000 лет назад, была уничтожена вся флора и фауна острова, включая и популяцию птиц.
Исследователи изучили ископаемые остатки, датированные периодом около 100 000 лет назад, и сравнили их с костями птиц, живших до затопления острова, которые хранились в Музее естественной истории Лондона. Они увидели видовое сходство по ряду признаков, в том числе и по признаку неспособности летать. Это означает, что представители одного вида, обитающего на Мадагаскаре, стали предками утративших способность к полёту птиц дважды: подвида, обитавшего на острове до затопления, и затем через несколько десятков тысяч лет — современного подвида, живущего на острове Альдабра по сей день.

Этот факт, и присутствие данного вида на Альдабра сегодня, является неопровержимым доказательством того, что Dryolimnas впоследствии после наводнения реколонизировал Альдабра и во второй раз стал нелетающим.
Оригинальный текст (англ.)This, and its presence on Aldabra today, provides irrefutable evidence that Dryolimnas subsequently recolonized Aldabra after inundation and became flightless for a second time.— Ведущий научный сотрудник Музея естествознания, палеонтолог и научный сотрудник, специалист по изучению птиц д-р Джулиан Хьюм.